# Грачёва, Валентина Митрофановна
Валентина Митрофановна Грачёва (23 сентября 1934, Таганрог, Азово-Черноморский край — 30 августа 1984, Таганрог, Ростовская область) — советский скульптор-монументалист, член Союза художников СССР.

## Биография
Родилась 23 сентября 1934 года в Таганроге. Окончила таганрогскую среднюю школу № 28. В 1959 году окончила Ростовское художественное училище. В 1965 году окончила Ленинградское высшее художественно-промышленное училище им. В. И. Мухиной. В 1967 году стала лауреатом Всесоюзного конкурса художников. Член Союза художников СССР с 1970 года. Работала в Свердловске. С 1970 по 1984 год работала в Таганроге. Основные работы были выполнены в соавторстве с мужем Владимиром Грачёвым.

## Известные работы
- Памятный знак «Шлагбаум».  (совм. с В. Грачёвым). Таганрог, 1972[2].
- Памятник «Клятва юности» (совм. с В. Грачёвым). Таганрог, 1973[3].

## Семья
- Грачёв, Владимир Павлович (1935) — муж, скульптор-монументалист.